# Переможненська сільська рада (Городоцький район)
Переможненська сільська рада  — колишній орган місцевого самоврядування у Городоцькому районі Львівської області з центром у с. Переможне.

## Населені пункти
Сільраді були підпорядковані населені пункти:
- с. Переможне

## Склад ради
- Сільський голова: Гладиш Оксана Миколаївна
- Секретар сільської ради: Бубняк Леся Олексіївна
- Загальний склад ради: 16 депутатів

### Керівний склад ради
| ПІБ                      | Основні відомості                                                                           | Дата обрання | Дата звільнення |
| ------------------------ | ------------------------------------------------------------------------------------------- | ------------ | --------------- |
| Гладиш Оксана Миколаївна | Сільський голова, 1977 року народження, освіта                                              | 26.03.2006   | 31.10.2010      |
| Гладиш Оксана Миколаївна | Сільський голова, 1977 року народження, освіта вища, Всеукраїнське об'єднання «Батьківщина» | 31.10.2010   |                 |

Примітка: таблиця складена за даними джерела

### Депутати
Результати місцевих виборів 2010 року за даними ЦВК
| № зп | № округу | Прізвище, ім'я, по батькові      | Дата визнання обраним | Відомості про обраного депутата                                                                         |
| ---- | -------- | -------------------------------- | --------------------- | --- |
| 1    | 1        | Халак Юрій Юрійович              | 03.11.2010            | Освіта середня, позапартійний, тимчасово не працює                                                      |
| 2    | 2        | Щипель Володимир Іванович        | 03.11.2010            | Освіта вища, позапартійний, тимчасово не працює                                                         |
| 3    | 3        | Гринько Роман Степанович         | 03.11.2010            | Освіта середня спеціальна, позапартійний, БМУ-№ 8 філія БМФ «Укргазпромбуд», плиточник                  |
| 4    | 4        | Грабовський Андрій Іванович      | 03.11.2010            | Освіта середня, позапартійний, Науково-дослідне господарство «Комарнівське», сторож                     |
| 5    | 5        | Шпрінгер Марія Гнатівна          | 03.11.2010            | Освіта середня спеціальна, позапартійна, Міська клінічна лікарня швидкої медичної допомоги, медсестра   |
| 6    | 6        | Пиріг Андрій Йосипович           | 03.11.2010            | Освіта вища, позапартійний, Бібрське лінійне виробниче управління магістральних газопроводів, охоронець |
| 7    | 7        | Сухорончак Петро Михайлович      | 03.11.2010            | Освіта середня спеціальна, позапартійний, тимчасово не працює                                           |
| 8    | 8        | Шило Ігор Володимирович          | 03.11.2010            | Освіта середня спеціальна, позапартійний, тимчасово не працює                                           |
| 9    | 9        | Тридцятник Олексій Олексійович   | 03.11.2010            | Освіта середня, член Всеукраїнського об'єднання «Батьківщина», тимчасово не працює                      |
| 10   | 10       | Марців Михайло Ількович          | 03.11.2010            | Освіта середня спеціальна, позапартійний, тимчасово не працює                                           |
| 11   | 11       | Маланяк Ярослава Євстахіївна     | 03.11.2010            | Освіта середня, позапартійна, тимчасово не працює                                                       |
| 12   | 12       | Чурко Михайло Михайлович         | 03.11.2010            | Освіта середня спеціальна, позапартійний, «Львівгазвидобування» Комарнівського ЦВНГК                    |
| 13   | 13       | Мотика Степан Йосипович          | 03.11.2010            | Освіта середня спеціальна, позапартійний, БМУ-№ 8 філія БМФ «Укргазпромбуд»                             |
| 14   | 14       | Зубрицький Михайло Володимирович | 03.11.2010            | Освіта середня, позапартійний, тимчасово не працює                                                      |
| 15   | 15       | Бубняк Леся Олексіївна           | 03.11.2010            | Освіта вища, позапартійна, Переможненська сільська рада, секретар                                       |
| 16   | 16       | Коцюба Любов Володимирівна       | 03.11.2010            | Освіта вища, позапартійна, Управління Держкомзему у Городоцькому районі, спеціаліст першої категорії    |